# Даниил и Давид Либерманы
Даниил (р. 21 декабря, 1982) и Давид (р. 22 февраля, 1984) Либерманы — братья, занимающиеся серийным предпринимательством, бизнесмены, инвесторы. Основатели и сооснователи компаний Sibilant Interactive, Канобу, Пространство идей, Kernel AR, венчурных фондов Reveality Ventures, Brothers Ventures и стартапа Frank.Money. Создатели телепередачи Мульт личности, директора по продуктам Snapchat.

## Биография
Братья Даниил (21 декабря, 1982) и Давид (22 февраля, 1984) родились в семье Ефима Арсентьевича Либермана (1925—2011), советского биофизика и физиолога, лауреата Государственной премии СССР и биофизика, физиолога Светланы Владимировны Мининой (род. 1950), в Москве, Советский Союз. В семье их родителей шесть детей.
Даниил и Давид учились в одном классе в Московской Национальной Еврейской школе № 1311, одновременно окончили Государственную Классическую Академию имени Маймонида по специальности «Математика и информатика».
Во всех их проектах активное участие принимают сёстры Анна и Мария Либерман.

## Предпринимательская деятельность
В 2001 году братья написали свой первый бизнес-план по разработке видеоигр. В 2005 году они основали компанию Sibilant Interactive, которая специализировалась на жанре массовой многопользовательской ролевой онлайн-игре. В 2008 году проект был закрыт в связи с финансовым кризисом. Братья также являлись сооснователями компании Канобу, вышедшей ранее как отдельный проект из компании Sibilant Interactive. В 2011 году контрольный пакет акций Kanobu Network был куплен компанией Rambler&Co.
В 2008 году вместе с сёстрами, Анной и Марией Либерман, братья зарегистрировали новую компанию Пространство идей (Concept Space). Братья использовали свой опыт в области компьютерной графики, полученный при разработке видеоигр, и вследствие создали собственное проприетарное программное обеспечение и рентабельный конвейер для производства CGI анимации, технология motion capture.
В 2009 году Либерманы подписали контракт с «Первым каналом» на создание анимационных серий Мульт личности. Даниил и Давид занимались развитием бизнеса и инноваций, Мария специализировалась на юридическом сопровождении и управлении контентом, Анна в тандеме с партнером, автором «Дятлоws» Дмитрием Азадовым возглавили производство. Телепередача Мульт личности выходила в эфир с 15 ноября 2009 по 24 февраля 2013 года.
В 2010 году Давид и Даниил создали венчурный фонд Brothers Ventures. Самой крупной сделкой стало инвестирование компании Coub, в которую фонд инвестировал около $ 1 млн.
В 2015 году Либерманы переехали в США и основали стартап Frank.Money — виджет для визуализации расходов и доходов как некоммерческим организациям, так и бизнес-компаниям. С помощью виджета, доноры и участники глобального сообщества могут видеть, как основатель проекта тратит собранные средства в режиме реального времени. Проект напрямую связан с миссией братьев сделать мир и государства прозрачными. В 2018 году Frank Foundation анонсировал конкурс на получение гранта в сфере образовательных технологий. В 2019 году победителем был объявлен Hack Club, который получил грант в размере $ 1 млн и принял условия полной прозрачности в отношении последующих расходов и доходов. В мае 2020 года Илон Маск отправил организации Hack Club финансовое пожертвование в размере $ 500 тыс..
В июле 2016 года Мария, Анна, Даниил и Давид основали компанию Kernel AR. Компания занималась построением передовых технологий для аватаров в дополненной реальности. В октябре 2016 года Kernel AR была приобретена американской компанией Snap Inc. Либерманы присоединились к команде создателей Snapchat.